# Gundelsheim (Oberfranken)
Gundelsheim este o comună aflată în districtul Bamberg, landul Bavaria, Germania.